# Френсіс Віллард
Френсіс Елізабет Керолайн Віллард (англ. Frances Elizabeth Caroline Willard; 1839–1898) — американська суфражистка, політична діячка, соціальна реформаторка, ораторка та освітянка. У 1874 році співзаснувала Жіночий християнський союз тверезості (WCTU) і була його президенткою з 1879 року до своєї смерті. Френсіс Віллард завдяки своїй діяльності з правозахисту стала відомою, шанованою і визнаною політикинею. До 1890 року вона була найвідомішою жінкою в США, порівнянною з Елеонорою Рузвельт у 1930-х.

## Біографія
Френсіс Віллард була дочкою бізнесмена Черчвіля Йосії Флінта Вілларда та його дружини Мері Томпсон Гілл Віллард, вчительки за фахом. Її брат Олівер був на 5 років старший. Коли Френсіс було два, сім'я переїхала в Оберлін, штат Огайо. Її сестра Мері народилася в 1842 році, в рік переїзду. У 1848 році сім'я переїхала в Джейнсвілл, штат Вісконсін, де батько працював на фермі. Спочатку Френсіс навчала її мати. Пізніше, у 1853 році, коли маленька сільська школа, збудована її батьком, була закінчена, вона відвідувала її. У 1857 році вона вступила до жіночого коледжу в Мілуокі.
У 1858 році, коли їй було 18, сім'я знову переїхала, цього разу до Еванстона, штат Іллінойс. Через рік, у 1859 році, вона закінчила Північно-Західний жіночий коледж, а потім почала навчання на вчительку. Вона викладала в Еванстоні кілька років і подорожувала світом протягом 3 років з 1868 по 1870 рік зі своєю подругою Кейт Джексон. Повернувшись до США,, вона була призначена ректоркою Еванстонського коледжу для жінок у 1871 році. Коли коледж був включений до Північно-Західного університету в 1873 році, вона отримала посаду декана у жіночому коледжі та стала професором англійської мови та мистецтв. Після суперечок з президентом університету Чарльзом Генрі Фаулером, з яким вона була заручена в 1861 році, вона залишила роботу в 1874 році.

## Діяльність
Після завершення викладацької роботи Віллард почала брати в русі поміркованості, у боротьбі за права жінок і за соціальне та справедливе суспільство.
Влітку 1874 року вона вирушила до Східного узбережжя і взяла участь у численних кампаніях руху за поміркованість, що тільки зародився. Коли вона повернулася до Еванстона, її запросили очолити чиказьке відділення руху. Вже в листопаді 1874 року вона взяла участь в установчому з'їзді Жіночого християнського союзу стриманості в Клівленді, штат Огайо, і відразу була обрана секретаркою-кореспонденткою. Вона змінила свою посаду завдяки відданості справі, щоб стати рятівним колом організації.
Як талановита ораторка, Віллард виступала у виборчих кампаніях, з талантом письменниці створювала брошури та листівки, своїм умінням надихати людей організовувала кампанії. Вона швидко налагодила більше контактів з жінками, ніж будь-яка інша членкиня організації. Коли її нарешті обрали президенткою WCTU у 1879 році, WCTU вже виросла до найбільшої жіночої організації в країні з 27 000 учасниць.
Під керівництвом Френсіс Віллард WCTU проводила кампанію за виборче право для жінок і 8-годинний робочий день, очолила рух за поміркованість, підтримувала рух дитячих садків, виступала за реформу пенітенціарних установ, виступала за установи для дітей з обмеженими можливостями та проводила кампанію за федеральну допомогу в освіті та професійному навчанні. Вона сповідувала християнський соціалізм, приєдналася до організації Лицарі праці в боротьбі за 8-годинний робочий день і організувала кампанію Партії заборони проти продажу алкоголю в 1882 році.
WCTU, яку Френсіс Віллард очолювала до своєї смерті в 1898 році, під її керівництвом стала найбільшою політичною та найефективнішою жіночою організацією свого часу з понад 150 000 учасниць.
Френсіс Віллард померла під час підготовки до поїздки до Англії 17 лютого 1898 року в нью-йоркському готелі від наслідків анемії та грипу.
У 1905 році вона була посмертно нагороджена за свої заслуги, а її скульптура — робота Гелен Фарнсворт Мірс — була введена в Національний зал скульптур у Вашингтоні. Її бюст був включений до Зали слави великих американців у Нью-Йорку в 1910 році.